# Rui Rio
Rui Fernando da Silva Rio, né le 6 août 1957 à Porto, est un économiste et homme politique portugais, membre du Parti social-démocrate (PPD/PSD). Il est maire de Porto de 2002 à 2013, puis président du PPD/PSD entre 2018 et 2022.

## Biographie

### Études
Né le 6 août 1957, Rui Rio étudie dans un premier temps au Collège allemand de Porto, avant d'obtenir une licence d’économie près la faculté d'Économie de l'Université de Porto où il a été membre du conseil pédagogique et président du bureau des étudiants.

### Parcours professionnel
En tant qu'économiste, il entama sa carrière professionnelle dans les secteurs de l'industrie textile puis, après son service militaire, de la metallurgie.
Dans la deuxième moitié de la décennie 1980, il se réoriente vers le secteur bancaire, devenant cadre du Banco Comercial Português chargé des opérations financières et boursières. Par la suite, il est directeur financier de CIN, leader ibérique du marché de la fabrication et de la vente de peintures et vernis.
Après son entrée en politique, il quitte le secteur privé. Il est alors vice-président de l'assemblée générale de l'Ordre portugais des experts-comptables puis, durant son passage à la tête de la mairie de Porto, il occupe les fonctions d'administrateur non-executif de la compagnie publique du métro de Porto de 2002 à 2010.
Retournant dans le secteur privé en janvier 2014, il reprend ses activités au sein de la BCP et occupe des postes au sein de cabinets de gestion des ressources humaines. De même, il est président du conseil d'administration de la section régionale du Nord de l'Ordre portugais des économistes.

### Parcours politique

#### Au sein du Parti social-démocrate
Rui Rio entre en politique à travers du Parti social-démocrate, auquel il adhère à l'âge de 18 ans, et plus particulièrement par l'intermédiaire de son aile jeunesse, la JSD, dont il est vice-président de la commission politique nationale entre 1982 et 1984.
De 1996 à 1997, alors député, il est choisi pour devenir secrétaire général de la commission politique nationale du PSD sous la présidence de Marcelo Rebelo de Sousa. Il est ensuite vice-président du parti entre 2005 et 2005 sous Durão Barroso et Pedro Santana Lopes, puis entre 2008 et 2010 auprès de Manuela Ferreira Leite.

#### Député
Il est élu député pour la circonscription de Porto à trois reprises, lors des VIe, VIIe et VIIIe législatures, et occupe ses fonctions à l'Assemblée de la République jusqu'à son élection à la tête de la mairie de Porto, en 2001. Durant ses mandats parlementaires, Rui Rio a été vice-président et porte-parole du groupe parlementaire du PSD chargé des questions économiques.
Devenu président du parti, il fait son retour au Parlement en 2019, lors de la XIVe législature, après avoir été élu comme tête-de-liste dans sa circonscription de Porto. Il est également nommé conseiller d'État pour le compte de l'Assemblée de la République pour la durée de la mandature.

#### Maire de Porto
Le 9 avril 2001, Rui Rio est choisi par son parti pour entrer dans la course à la mairie de Porto, dans le cadre des élections municipales prévues pour décembre de la même année. Deuxième plus grande ville du pays, Porto est alors réputée pour être un bastion socialiste.
Huit mois plus tard, le 16 décembre 2001, il remporte la mairie de Porto dans une victoire considérée comme un triomphe surprise, défiant les mauvais sondages, mais légèrement contrariée par une absence de majorité absolue, restée aux mains de la gauche plurielle (socialistes et communistes).
Il est réélu maire de Porto à deux reprises, en 2005 et 2009, remportant par deux fois la majorité absolue au sein de l'exécutif municipal.
En parallèle de ses fonctions de maire, il est également président de l'Axe atlantique du Nord-Ouest péninsulaire, structure de coopération luso-galicienne, entre 2003 et 2005, ainsi que président de la junte métropolitaine de Porto entre 2005 et 2013.

#### Président du Parti social-démocrate
Rui Rio lance sa candidature à la présidence du PSD le 11 octobre 2017 depuis Aveiro avec pour objectif de prendre la suite de Pedro Passos Coelho, se retirant de la vie politique. Lors des élections internes au parti du 13 janvier 2018, il remporte la présidence avec 54,37 % des suffrages exprimés face à son adversaire, l'ex-premier ministre Santana Lopes. Il prend fonctions lors du XXXVIIe congrès du PSD se déroulant du 16 au 18 février de la même année.
Il renouvelle sa candidature en vue des élections internes de 2020, qui le virent conserver la présidence du parti au second tour de scrutin avec 52,66 % des suffrages exprimés face à Luís Montenegro.
Le 19 octobre 2021, après plusieurs semaines d'hésitation dans un contexte politique national se dégradant, il annonce sa candidature à un troisième mandat qui fera l'objet d'élections internes le 4 décembre de la même année. Son seul adversaire déclaré est l'eurodéputé Paulo Rangel.

### Sources de traduction
- (pt)/(en) Cet article est partiellement ou en totalité issu des articles intitulés en portugais « Rui Rio » (voir la liste des auteurs) et en anglais « Rui Rio » (voir la liste des auteurs).